# Marco Montironi
Marco Montironi (ur. 14 listopada 1959 w Serravalle) – sanmaryński piłkarz występujący na pozycji obrońcy, reprezentant San Marino w latach 1990–1991.

## Kariera klubowa
W trakcie kariery zawodniczej występował głównie na pozycji środkowego obrońcy, grając wyłącznie na poziomie amatorskim. Podczas gry w reprezentacji San Marino był on zawodnikiem włoskich zespołów AC Città di Castello i Sanvis Rimini.

## Kariera reprezentacyjna
Montironi był jednym z zawodników powoływanych w połowie lat 80. XX wieku przez Giulio Cesare Casaliego do nowo powstałej reprezentacji San Marino, która rozpoczęła rozgrywać mecze sparingowe, oczekując na przyjęcie FSGC do FIFA oraz UEFA. 28 marca 1986 wystąpił on w pierwszym międzypaństwowym meczu reprezentacji przeciwko Kanadzie U-23 w Serravalle, zakończonym porażką 0:1. W 1987 roku wziął udział w Igrzyskach Śródziemnomorskich, gdzie San Marino rozegrało 3 spotkania przeciwko Libanowi, Syrii i Turcji U-23 i z dorobkiem 1 punktu zajęło 4. lokatę w swojej grupie.
14 listopada 1990 oficjalnie zadebiutował w drużynie narodowej za kadencji trenera Giorgio Leoniego w meczu ze Szwajcarią (0:4) w ramach eliminacji Mistrzostw Europy 1992. Było to zarazem pierwsze oficjalne spotkanie rozegrane przez San Marino. W kolejnym meczu przeciwko Rumunii w Bukareszcie (0:6) otrzymał - jako pierwszy w historii sanmaryński zawodnik - czerwoną kartkę. Ogółem w latach 1990–1991 Montironi rozegrał w reprezentacji 5 oficjalnych spotkań, nie zdobył żadnej bramki.
Mecze w reprezentacji
| Marco Montironi - oficjalne mecze w reprezentacji San Marino (1990–1991) | Marco Montironi - oficjalne mecze w reprezentacji San Marino (1990–1991) | Marco Montironi - oficjalne mecze w reprezentacji San Marino (1990–1991) | Marco Montironi - oficjalne mecze w reprezentacji San Marino (1990–1991) | Marco Montironi - oficjalne mecze w reprezentacji San Marino (1990–1991) | Marco Montironi - oficjalne mecze w reprezentacji San Marino (1990–1991) | Marco Montironi - oficjalne mecze w reprezentacji San Marino (1990–1991) | Marco Montironi - oficjalne mecze w reprezentacji San Marino (1990–1991) | Marco Montironi - oficjalne mecze w reprezentacji San Marino (1990–1991) |
| #                                                                        | Data                                                                     | Miejsce                                                                  | Przeciwnik                                                               | Wynik                                                                    | Minuty                                                                   | Bramki                                                                   | Kartki                                                                   | Ranga zawodów                                                            |
| ------------------------------------------------------------------------ | ------------------------------------------------------------------------ | ------------------------------------------------------------------------ | ------------------------------------------------------------------------ | ------------------------------------------------------------------------ | ------------------------------------------------------------------------ | ------------------------------------------------------------------------ | ------------------------------------------------------------------------ | ------------------------------------------------------------------------ |
| 1.                                                                       | 14 listopada 1990                                                        | Stadion Olimpijski, Serravalle                                           | Szwajcaria                                                               | 0:4                                                                      | 90'                                                                      |                                                                          | Żółta kartka                                                             | Eliminacje Mistrzostw Europy 1992                                        |
| 2.                                                                       | 5 grudnia 1990                                                           | Arena Narodowa, Bukareszt                                                | Rumunia                                                                  | 0:6                                                                      | 53'                                                                      |                                                                          | Czerwona kartka                                                          | Eliminacje Mistrzostw Europy 1992                                        |
| 3.                                                                       | 22 maja 1991                                                             | Stadion Olimpijski, Serravalle                                           | Bułgaria                                                                 | 0:3                                                                      | 90'                                                                      |                                                                          |                                                                          | Eliminacje Mistrzostw Europy 1992                                        |
| 4.                                                                       | 5 czerwca 1991                                                           | Espenmoos, St. Gallen                                                    | Szwajcaria                                                               | 0:7                                                                      | 90'                                                                      |                                                                          |                                                                          | Eliminacje Mistrzostw Europy 1992                                        |
| 5.                                                                       | 13 listopada 1991                                                        | Hampden Park, Glasgow                                                    | Szkocja                                                                  | 0:4                                                                      | 46'                                                                      |                                                                          |                                                                          | Eliminacje Mistrzostw Europy 1992                                        |

## Życie prywatne
Jego córka Maria Camilla (ur. 1989) jest reprezentantką San Marino w piłce siatkowej.